# Дворцы (Бежаницкий район)
Дворцы — деревня в Бежаницком районе Псковской области. Входит в состав сельского поселения муниципальное образование «Пореченское».
Расположено на реке Льста в 12 км к юго-западу от райцентра, посёлка Бежаницы, и в 5 км к югу от волостного центра, деревни Махново.

## Население
Численность населения по оценке на 2000 год составляла 359 жителей, по переписи 2002 года — 311 жителей.

## История
До 3 июня 2010 года деревня была административным центром ныне упразднённой Дворицкой волости.